# Alberto Olmedo
Alberto Olmedo (24. srpna 1933 Rosario – 5. března 1988 Mar del Plata) byl argentinský komik a herec, známý jako jeden z nejoblíbenějších komiků v historii své země, pro svou vynikající práci v televizi, na filmovém plátnu i divadle.

## Život
Olmedo se narodil ve městě Rosario v Argentině. Jako mladý byl nadaný gymnasta a ctižádostivý herec, který svého talentu využil a začal hrát v několika amatérských divadelních spolcích, kde dosáhl úspěchu.
V roce 1954 se přestěhoval do Buenos Aires. O rok později, když pracoval jako technik na Kanálu 7, první argentinské televizní stanici, jeho improvizační dovednosti upoutaly pozornost zdejšího vedení a nabídlo mu roli v několika televizních pořadech.
Zatímco v šedesátých letech měl řadu úspěšných dětských programů, největší pověst získal, když začal vystupovat v zábavných show pro dospělé.

## Filmová kariéra
Poprvé se objevil ve filmu Gringalet v roce 1959. Za svůj život hrál celkem v 49 filmech, jako například Los doctores las Prefieren Desnudas (1973), Maridos en Vacaciones (1975), Fotografo de Señoras (1978 ), Las Mujeres Son Cosas de Guapos (1981), Los Fierecillos Indomables (1982), Sálvese Quien Pueda (1984) nebo třeba Rambito y Rambón, Primera Misión (1986). Jeho posledním filmem byl Atracción Peculiar, vydaný krátce po jeho smrti. V roce 1983 měl mít pokračování film Los Fierecillos Indomables, od tohoto plánu se však odstoupilo.
Mnoho Olmeadových filmů z 80. let byly komedie zaměřené pro dospělé s Jorgeem Porcelem, Moriou Casánovou a Susana Giménezovou. Argentinské úřady hodnotily tyto filmy jako PM-18 (pro diváky ve věku 18 a více let), s výjimkou několika mírných filmů zaměřených pro celé rodiny.
Filmy skupiny "Olmedo a Porcel" jsou považovány za vrchol argentinských filmů s tematikou sexuálního zneužívání. Většinu z těchto filmů režíroval Gerardo Sofovich nebo jeho bratr Hugo, který také režíroval Olmedovy televizní pořady El Chupete a No, Toca Botón!.

## Televizní kariéra
I když Olmedoova dětská show z roku 1960 Capitán Piluso byla hitem, on sám dával přednost práci pro dospělé publikum. Poté, co působil jako vedlejší postava v úspěšné show Operación Ja Ja, dostal příležitost ve své první vlastní televizní show El Chupete.
V roce 1976, krátce po začátku vojenské diktatury v Argentině, známé jako Národní proces reorganizace, nechal Olmedo rozhlásit, že byl zabit vojáky. Jakmile však bylo odhalena, že Olmedo stále žije, byl potrestán, a to tak, že 2 roky nemohl vystupovat v televizi.
V 80. letech byla jeho show No, Toca Botón! nejlépe hodnocená show v Argentině. Mezi jeho výtvory patří postavy jako General González, Rucucu (ukrajinský kouzelník), diktátora Costa Pobre (parodie na vládu v banánových republikách, samotné jméno je slovní hříčka a má symbolizovat Kostariku, protože originální jméno země Costa Rica v překladu znamená „bohaté pobřeží“, zatímco Costa Pobre znamená „chudé pobřeží“) a především el Manosanta („zázračný léčitel“), víceúrovňová parodie o šarlatánech a argentinských bezohledných snahách získat peníze.
V té době začal spolupracovat s Javierem Portalesem, který poskytl protiváhu Olmedově divoké improvizaci.

## Smrt
Olmedo zemřel 5. března 1988 v Mar del Plata v provincii Buenos Aires. Podle policejních zpráv sklouzl z balkonu bytu v 11. patře. Předpokládá se, že se pokusil provést chůzi po laně na balkóně a ztratil rovnováhu. Nejspíše byl pod vlivem alkoholu nebo kokainu. Poslední člověk, kterým se s ním bavil a viděl ho naživu byla jeho přítelkyně Nancy Herrera, která byla těhotná a čekala syna Alberta.
Olmedo se dvakrát oženil a rozvedl a měl celkem šest dětí. Je pohřben na hřbitově La Chacarita v Buenos Aires.